# Насос лопатевий
Насос лопатевий (рос. насос лопастной, англ. impeller pump, нім. Kreiselradpumpe f) — динамічний насос, в якому потік рідини утворюється за рахунок взаємодії з робочим колесом, де відбувається прирощення її потенціальної та кінетичної енергії. В нерухомих елементах насоса (відводі) кінетична енергія перетворюється в енергію тиску. Лопатеві насоси широко застосовуються в різних галузях.
Розрізняють лопатеві насоси:
- за напрямком руху рідини в насосі на насоси відцентрові та насоси осьові (останні у гірничій промисловості практично не використовуються); за властивостями рідини, що перекачується, — для чистих і забруднених шахтних вод, обводнених шламів і відходів збагачення, вугільних, породних і вугільно-породних гідросумішей, кислотних, радіоактивних і геотермальних з температурою вище 50°С вод;
- за технічним призначенням у гірничій промисловості — для головних водовідливних установок, дільничного, прохідницького та допоміжного водовідливу, подачі технологічної води на гідромонітори, гідротранспорт і гідропідйом на гідрошахтах, гідрозакладні комплекси, в технологічних схемах вуглезбагачувальних фабрик та гірничо-збагачувальних комбінатів тощо.